# Дистаннид родия
Дистаннид родия — бинарное интерметаллическое неорганическое соединение
родия и олова
с формулой RhSn2,
кристаллы.

## Получение
- Сплавление стехиометрических количеств чистых веществ:

{\displaystyle {\mathsf {Rh+2Sn\ {\xrightarrow {1200^{o}C}}\ RhSn_{2}}}}

## Физические свойства
Дистаннид родия образует кристаллы
ромбической сингонии,
пространственная группа A ba2,
параметры ячейки a = 0,6332 нм, b = 0,6332 нм, c = 1,119 нм, Z = 8,
структура типа дигерманийкобальта CoGe2
.
При температуре 500°С происходит фазовый переход в структуру
тетрагональной сингонии,
пространственная группа I 4/mcm,
параметры ячейки a = 0,6412 нм, c = 0,5655 нм, Z = 4,
структура типа диалюминиймеди CuAl2.
Соединение конгруэнтно плавится реакции при температуре ≈1200°С
.